# 1044
Початок Високого Середньовіччя  •  Епоха вікінгів  •  Золота доба ісламу  •  Реконкіста  •  Київська Русь

## Геополітична ситуація
Візантію очолює Костянтин IX Мономах. Генріх III править Священною Римською імперією, а Генріх I є королем Західного Франкського королівства.
Апеннінський півострів розділений між численними державами: північ належить Священній Римській імперії, середню частину займає Папська область, на південь від Римської області лежать невеликі незалежні герцогства, південна частина півострова належить частково Візантії, а частково окупована норманами. Південь Піренейського півострова займають численні емірати, що утворилися після розпаду Кордовського халіфату. Північну частину півострова займають християнські Кастилія, Леон (Астурія, Галісія), Наварра, Арагон та Барселона. Едвард Сповідник править Англією, а Магнус I Норвезький очолює Норвегію та Данію.
У Київській Русі княжить Ярослав Мудрий. Королем Польщі є Казимир I Відновитель. У Хорватії править Степан I. Королівство Угорщина знову очолив П'єтро Орсеоло.
Аббасидський халіфат очолює аль-Каїм, в Єгипті владу утримують Фатіміди, в Магрибі — Зіріди, почалося піднесення Альморавідів, в Середній Азії правлять Караханіди, Хорасан окупували сельджуки, а Газневіди захопили частину Індії. У Китаї продовжується правління династії Сун. Значними державами Індії є Пала, Чола. В Японії триває період Хей'ан.

## Події

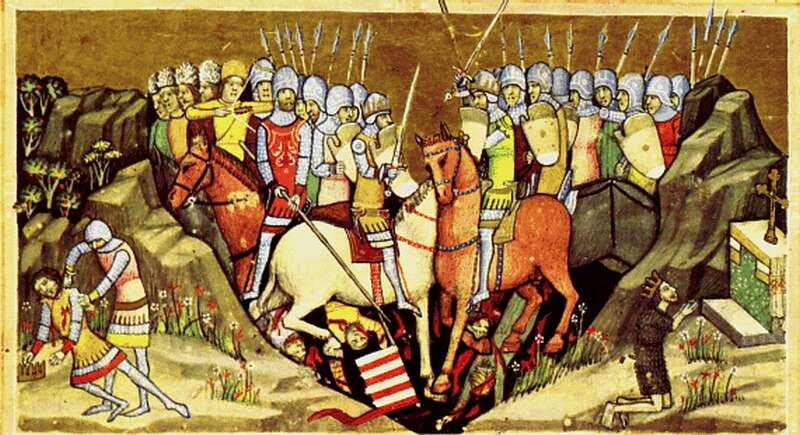
Битва біля Менфі

- Імператор Священної Римської імперії Генріх III здійснив третій похід на Угорщину, переміг угорські війська в битві біля Менфі й відновив на королівському троні П'єтро Орсеоло. Короля Абу Шамуеля страчено.
- Римляни прогнали папу Бенедикта IX й обрали новим понтифіком Сильвестра III.
- Анората заснував Паган, перше державне утворення на території М'янми.
- Династія Сун уклала мир із Західною Ся, згодившись на виплату данини.